# Chrysi Biskitzi
Chrysi Biskitzi (griechisch Χρύσα Μπισκιτζή, * 18. November 1974 in Athen) ist eine ehemalige griechische Leichtgewichts-Ruderin. Sie nahm viermal an Olympischen Spielen teil und wurde 2007 und 2008 Europameisterin.

## Sportliche Karriere
Nachdem Biskitzi beim Nations Cup, dem Vorläufer der U23-Weltmeisterschaften, 1994 den achten Platz im Leichtgewichts-Doppelzweier belegt hatte, gewann sie 1995 die Bronzemedaille. Zusammen mit Angeliki Gkremou ruderte sie bei den Olympischen Spielen 1996, die beiden belegten den dritten Platz im C-Finale, insgesamt also den 15. Rang. Zwei Jahre später gewann sie bei den Weltmeisterschaften in Köln zusammen mit Grkemou, Evangelia Kokkinou und Irini Zora die Bronzemedaille im nichtolympischen Leichtgewichts-Doppelvierer. Bei den Olympischen Spielen 2000 belegte sie mit Gkremou den elften Platz im Doppelzweier. 
Bei den Weltmeisterschaften 2001 erreichte Biskitzi mit dem Leichtgewichts-Doppelvierer den sechsten Platz. Im Jahr darauf wurden Gkremou und Biskitzi bei den Weltmeisterschaften 2002 Zehnte im Doppelzweier. Sowohl bei den Weltmeisterschaften 2003 als auch bei den Olympischen Spielen 2004 in Athen belegte Chrysi Biskitzi zusammen mit Maria Sakellaridou den zwölften Platz. 2005 versuchte sich Biskitzi im nichtolympischen Leichtgewichts-Einer und erreichte den siebten Platz bei den Weltmeisterschaften. 
2006 bildete sie mit Alexandra Tsiavou einen Leichtgewichts-Doppelzweier, die beiden gewannen die Bronzemedaille bei den Weltmeisterschaften 2006. 2007 belegten Biskitzi und Tsiavou den fünften Platz bei den Weltmeisterschaften in München. Bei den Europameisterschaften 2007 in Posen gewannen Biskitzi und Tsiavou den Titel. Diesen Titel konnten die beiden 2008 vor heimischem Publikum in Athen verteidigen, während sie bei den Olympischen Spielen in Peking den sechsten Platz belegten.